# Bevolkingsregister
Het bevolkingsregister is een systeem van bevolkingsboekhouding waardoor inzicht ontstaat in de omvang en samenstelling van de bevolking van een land.
In landen met een bevolkingsregister houdt de overheid gegevens bij over iedere bewoner. De bevolking in deze landen is meestal verplicht om veranderingen van status aan te melden,  zoals veranderingen in echtelijke status, woonadres, overlijden, geboorten enzovoort. In veel landen krijgt iedere inwoner die opgenomen is in het bevolkingsregister een uniek nummer dat het beheren van de gegevens efficiënter maakt. Voorbeelden hiervan zijn het burgerservicenummer in Nederland en het rijksregisternummer in België.
Men vindt centrale bevolkingsregisters vooral in landen met in hoge mate geregelde maatschappijen, voornamelijk in Europa. Landen met een vrijwel feilloos bevolkingsregister zijn de Scandinavische landen, Nederland, België, Duitsland, Italië en Zwitserland, maar ook Israël, Japan en Zuid-Korea.
Een doel van een centraal bevolkingsregister is dat de overheid zaken de burgers betreffende op een voor haar efficiënte wijze kan regelen.
Een centraal bevolkingsregister heeft ook negatieve kanten. Het geeft de overheid gegevens over het leven van iedere inwoner, wat volgens velen in strijd is met het recht op privacy van de individuele inwoners. Als het bevolkingsregister gegevens bevat over religie, ras of etniciteit, dan bestaat ook de mogelijkheid dat een huidige of toekomstige overheid deze gegevens misbruikt om bepaalde bevolkingsgroepen te discrimineren.
Om deze redenen is er in landen die geen nationaal bevolkingsregister hebben, zoals in het Verenigd Koninkrijk en de Verenigde Staten vaak groot verzet tegen de mogelijke invoering van een dergelijk systeem.

## België
In België is dit vanaf 1983 het Rijksregister.

## Nederland
De Basisregistratie Personen (BRP) is het Nederlandse bevolkingsregister. Voor ingezetenen van Nederland wordt het BRP door de woongemeente bijgehouden. Bij verhuizing naar een andere gemeente binnen Nederland worden de gegevens overgedragen aan de nieuwe gemeente.

### Geschiedenis
Tot de Franse tijd in Nederland voor 1795 kende Nederland geen centraal overzicht van samenstelling en omvang van de bevolking. De Franse bezetter voerde in enkele landsdelen in 1796 de burgerlijke stand in. In 1811 werd deze registratie overal ingevoerd. Dat betekent dat er geboorte-, huwelijks- en overlijdensakten werd opgemaakt. Hierin zit het verschil met het bevolkingsregister: de burgerlijke stand bevat akten van bepaalde momenten in iemands leven (geboorte, huwelijk, scheiding en overlijden) en het bevolkingsregister is een continu bijgehouden register van ingezetenen met woonplaats, etc.
In 1829 en 1839 werden er in Nederland volkstellingen gehouden. Per 1 januari 1850 kregen de gemeenten de wettelijke plicht om een doorlopende bevolkingsregistratie bij te houden, alhoewel de volkstellingen ook werden voortgezet.
Nadat in het begin van de twintigste eeuw het gebonden boek was verdwenen en een gezinskaart (losbladig systeem) was ingevoerd, werd in 1939 de persoonskaart ingevoerd. Per inwoner moest worden bijgehouden:
- familienaam
- voornamen
- geslacht
- positie van elk persoon in het gezin
- geboortedatum en -plaats
- burgerlijke staat
- kerkgenootschap
- beroep
- adres
- datum van vestiging in de gemeente
- vorige woonplaats
- vertrek uit de gemeente
- waarheen vertrokken
- datum van overlijden

Deze kaart gaf een totaal inzicht in de bevolking. Hij gaf echter nog geen inzicht in de maatschappelijke samenstelling. Dat zou kunnen worden verkregen door een identificatieplicht van alle inwoners. In 1940 wees de regering een dergelijke invoering als 'niet-Nederlands' van de hand.
De Duitse bezetter had echter behoefte aan inzicht in de bevolkingssamenstelling. Via het bevolkingsregister en het daaraan gekoppelde persoonsbewijs kreeg de bezetter inzicht in allerlei zaken omtrent de bevolking. Hij kon vaststellen wie in aanmerking kwam voor tewerkstelling in Duitsland. Hij kon ook vaststellen wie er joden waren en via de bevolkingsregisters en de persoonsbewijzen snel zien wie er opgepakt moest worden.
Na de Tweede Wereldoorlog is de verplichte identificatie weer afgeschaft.
Met ingang van 1 oktober 1994 werd de analoge persoonskaart vervangen door de digitale persoonslijst in de wet Gemeentelijke Basisadministratie Persoonsgegevens (GBA). Iedere gemeente werd voortaan verplicht om een  geautomatiseerde administratie te voeren met behulp van door het ministerie van Binnenlandse Zaken goedgekeurde software. De gemeenten wisselen onderling via een gesloten netwerk de gegevens uit die voor het bijhouden van deze basisregistratie nodig zijn. Daarmee worden mutaties aangebracht in de persoonsgegevens, maar ook krijgen de afnemers automatisch bericht van de wijzigingen die voor de uitoefening van diens taak nodig zijn. Het ministerie van Binnenlandse Zaken beoordeelt of een afnemer mag worden toegelaten tot dit gesloten netwerk. Iedere deelnemer aan dit systeem is verplicht het systeem dagelijks bij te werken, zodat de gegevens zo recent mogelijk zijn.
Per 1 januari 2005 is de vroeger als 'on-Nederlands' bestempelde identificatieplicht weer ingevoerd voor volwassenen en kinderen vanaf 14 jaar. Bij alle belangrijke handelingen en regelingen waar de overheid of door haar aangewezen instanties bij betrokken zijn dient men zich vanaf die datum verplicht te identificeren.
Op 6 januari 2014 werd de wet Basisregistratie Personen (BRP) van kracht, de opvolger van de wet GBA.